# Golf von Euböa
Koordinaten: 38° 33′ N, 23° 30′ O

Der Golf von Euböa  oder Euböische Golf (griechisch Ευβοϊκός κόλπος, Evvoïkós Kolpos) ist ein Arm der Ägäis zwischen der Insel Euböa, die die Nordostküste des Golfs bildet, und dem griechischen Festland im Südwesten. Der diagonal von Nordwesten nach Südosten verlaufende Golf wird durch die Meerenge der Straße von Euripos bei Chalkis unterteilt.
Der nördliche Golf von Euböa ist etwa 80 km lang und bis zu 24 km breit, der südliche Golf von Euböa ist etwa 48 km lang mit einer maximalen Breite von 14 km.
Euböa war einmal an seiner nördlichen Spitze mit dem geologisch verwandten Festland verbunden, und über den Euripos gab es eine Landbrücke.